# フレゼリシア

紋章

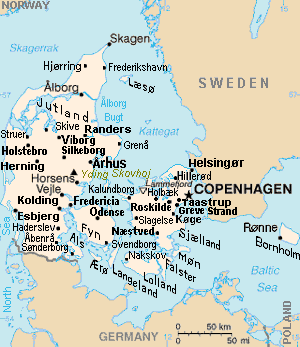
フレゼリシアの位置。コリングの東、ヴァイレの南東

フレゼリシア （Fredericia [fʁeðəˈʁetɕæ]）は、デンマークの都市。ユラン半島東岸の基礎自治体フレゼリシアの都市。この地域は通称トレカンテン（三角地帯）と呼ばれる。1650年、デンマーク王フレゼリク3世によって建設され、王にちなんで名付けられた。広い海港と、国の中央部に位置することからかつては首都に選ばれていたが、コペンハーゲンの人口が多かったためにその座を奪われた。人口40,886人（2022年）。 
デンマーク国内の交通の要所であり、デンマーク軍の通信部隊が駐屯している。

## 歴史

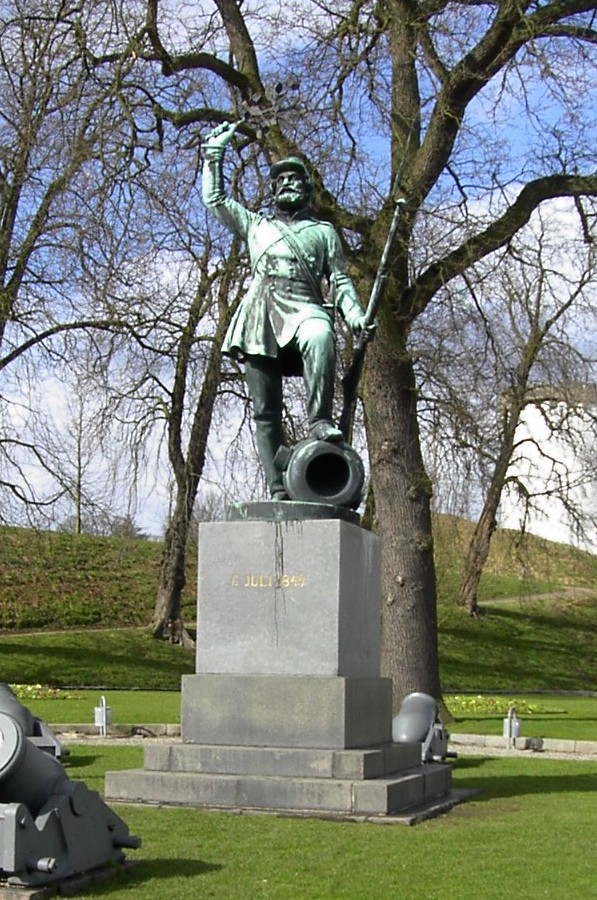
ランゾルダーテン。歩兵の像である

30年戦争によって広く無防備だったユラン半島が荒廃した後、クリスチャン4世はユランに強力な城塞の必要性を痛感し、ユランに大きな町をつくるべく計画を実行に移した。
現在のフレゼリシア近郊のリンス・オッゼに、防御された野営地を建設した。攻撃から野営地を守るために、塁壁が伸びていった。しかし、補強は完全でなく、スウェーデンの陸軍元帥レンナート・トルステンソンがユランに侵攻し、彼は塁壁を打ち破った。要塞化を達成したのはフレゼリク3世の代になってからで、デンマークの将軍アネルス・ビーレのものといわれる広大な防御が加えられた。
1650年12月15日、王は町へ与える最初の特権を記した書類に署名した。これで新たな要塞の仕事が始まることとなった。1651年、町はフレゼリクソッデ（フレゼリクの要所）と名付けられ、1664年に新たにラテン語風にフレゼリシアと名付けられた。
毎年7月6日、フレゼリシアの町は1849年のフレゼリシアの戦いを記念した祭りが開かれる。第一次シュレースヴィヒ＝ホルシュタイン戦争でデンマーク軍が、町を包囲していたプロイセン軍と反乱分子に勝利をおさめた戦いである。フレゼリシアの観光名所ランゾルダーテン（Landsoldaten）は1848年7月6日に除幕した。

## 姉妹都市
- コッコラ、フィンランド 1948年
- クリスチャンスン、ノルウェー 1948年
- en:Härnösand、スウェーデン 1948年
- イルリサット、グリーンランド 1962年
- ヘルフォルト、ドイツ 1987年
- シャウレイ、リトアニア 1993年

## 出身人物
- ヴィルヘルム・ブル (政治家、元デンマーク首相)
- キーステン・レフシン (言語学者)
- ヘンリク・ポントピダン (小説家、1917年ノーベル文学賞受賞)